# Yakacık, Söğüt
Yakacık là một xã thuộc huyện Söğüt, tỉnh Bilecik, Thổ Nhĩ Kỳ. Dân số thời điểm năm 2011 là 256 người.